# Цэгмэд (актёр, 1905)
Цаганы Цэгмэд (монг. Цагааны Цэгмид; 1905, Сайхан (Булган) — 23 июля 1963, Улан-Батор, МНР) — монгольский актёр театра и кино. Народный артист МНР (1942). Лауреат государственной премии МНР.

## Биография
С 18 лет занимался скотоводством и охотой, работал строителем, егерем. В 1924 году женился и стал отцом пятерых детей. С 1932 года служил в армии, а после службы окончил авиационную школу в Советском Союзе.
В 1932—1963 годах — актёр Музыкально-драматического театра в Улан-Баторе. Снимался в кино.
Член Монгольской народно-революционной партии с 1933 года.
Умер из-за болезни лёгких.

## Избранные театральные роли
- Юндэн («Среди печальных гор» Д. Нацагдоржа, 1934)
- Городничий («Ревизор» Гоголя, 1935);
- Лекарь («Цена жизни» Д. Намдага, 1937),
- Скапен («Проделки Скапена» Мольера, 1939);
- Цас-Чихир («Три шарайгольских хана» Д. Намдага, 1941),
- Сангэ («Семьдесят небылиц» Ч. Ойдова, 1948),
- Чулуунбатор («Новый путь» Д. Намдага, 1961),
- Актёр («На дне» М. Горького, 1962) и др.

## Избранная фильмография
- 1942: Его зовут Сухэ-Батор — князь Эрдене Гун
- 1945: Степные витязи — Цогто-тайджи
- 1957: Пробуждение — Даш, отец Сурена
- 1961: Моему отцу в Улан-Батор — Старый сторож
- 1961: Золотой дом — Пагваа
- 1962: Один из них — Учитель